# Aphrodisias
Pour les articles homonymes, voir Aphrodisie.
Aphrodisias (en grec Ἀφροδισιάς) est une cité antique de Carie, en Asie mineure. Le site archéologique est situé près du village de Geyre, en Turquie, à environ 230 km d'Izmir (traditionnellement appelée Smyrne).
Aphrodisias doit son nom à Aphrodite-la déesse grecque de l'Amour, de la séduction et de la beauté féminine-qui avait, dans le sanctuaire de la ville, une de ses statues de culte est appelée : l'Aphrodite d'Aphrodisias. 
L'antique Aphrodisias ne fut redécouverte par les archéologues qu'au XXe siècle. À partir de 1961, Kenan Erim, un archéologue turc formé aux États-Unis, décida de consacrer une partie de sa vie à la résurrection de la ville. Lorsque les premiers experts arrivèrent, le site était recouvert par un village. Ils ont retrouvé quelques fragments de statues et des sarcophages encastrés dans les murs des maisons ou servant d'enclos pour les chèvres.

## Histoire
Selon l'historien byzantin Stephanus, la ville fut fondée par les Lélèges. Son nom changea successivement en Lelegonopolis, Megalopolis et Ninoe pour finalement prendre le nom d'Aphrodisias au IIIe siècle avant notre ère[réf. nécessaire].
La majeure partie de la cité fut détruite par un tremblement de terre suivi d'une inondation au IVe siècle.
Le christianisme mit fin au culte d'Aphrodite et la ville fut rebaptisée Stavrapolis (« Cité de la Croix »). Le temple fut transformé en église.

## Fortifications
Le mur de fortification d'Aphrodisias est plus ou moins circulaire, d'un périmètre de 3,5 km. Il entoure toute la ville antique (80 ha) et comprend le stade à sa limite nord.

Il a pu être daté grâce aux inscriptions mentionnant le nom des deux gouverneurs qui auraient participé financièrement à sa construction : Eros Monachius et Flavius Constantius,.
 
Une fois le mur construit, la ville ne s'est plus étendue car la présence de nécropoles est attestée[réf. nécessaire].
Les raisons de sa construction ne sont pas vraiment définies.
- Selon certains, il aurait été construit dès 260 à cause de l'invasion des Goths en Anatolie et servait donc de défense à la ville[4].
- Selon d'autres, il aurait été construit entre 350 et 360 pendant une période de paix et serait donc plutôt un symbole du pouvoir impérial, Aphrodisias étant devenue la capitale de Carie-Phrygie (province impériale). Le mur serait alors un grand projet financé par des gouverneurs impériaux[5].
- Une autre hypothèse avance que le mur servit de protection durant la révolte de Procopius en 365.

Ce mur comportait 23 tours et huit portes, dont une au sud du stade. La hauteur du mur varie entre 2 et 10 m, et son épaisseur entre 2 et 3 m.
Les principales portes comportaient une grande ouverture pour les chariots et une plus petite pour les piétons. Elles sont toutes alignées sur les rues principales de la ville sauf une, reliée au stade[réf. nécessaire].
La construction du mur est assez particulière. En effet, les matériaux diffèrent entre le parement extérieur (déchets de marbre), le parement intérieur qui donne sur la ville (pierre taillée et régulière) et le noyau.

La partie extérieure du mur est construite en grand appareil rectangulaire, appelé opus quadratum. Les pierres sont disposées en alternance, tantôt en panneresse, tantôt en carreau pour permettre une plus grande résistance (opus quadratum pseudo-isodome).
Le mur a été principalement réalisé avec des matériaux de réemplois : bases de statues, fragments de bâtiments (tels que le théâtre détruit par un tremblement de terre) ou encore des fragments des tombes situées près du mur. Tous ces éléments ont été disposés de sorte que le mur ait l'apparence d'un mur en marbre mégalithique afin de donner l'impression d'être plus résistant et plus ancien.

Il est possible de retrouver l'origine des pierres utilisées car elles sont regroupées dans le mur pour un même bâtiment et se trouvent généralement près de l'endroit où on les a prélevées. Ainsi, des colonnes de la façade du stade ont été retrouvées dans le mur, près des portes proches de ce dernier. Les blocs d'origine funéraire sont reconnaissables par leurs inscriptions.

## Édifices religieux
À l’époque chalcolithique, la ville d’Aphrodisias était déjà habitée. Malgré les multiples campagnes de fouilles, aucun chercheur n’a trouvé de trace d’un éventuel sanctuaire[réf. nécessaire]. 

### Le temple d'Aphrodite

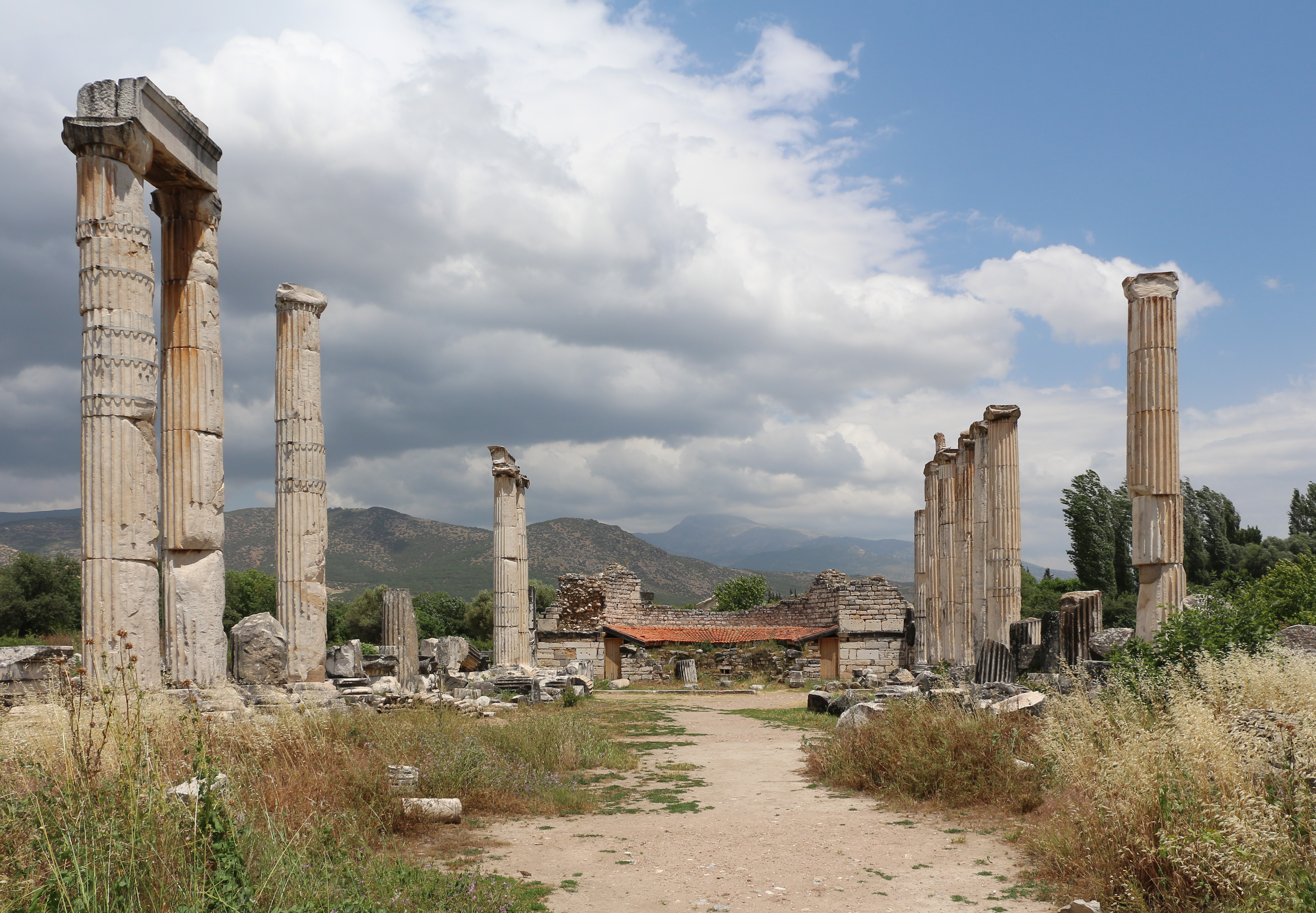
Le temple d'Aphrodite.

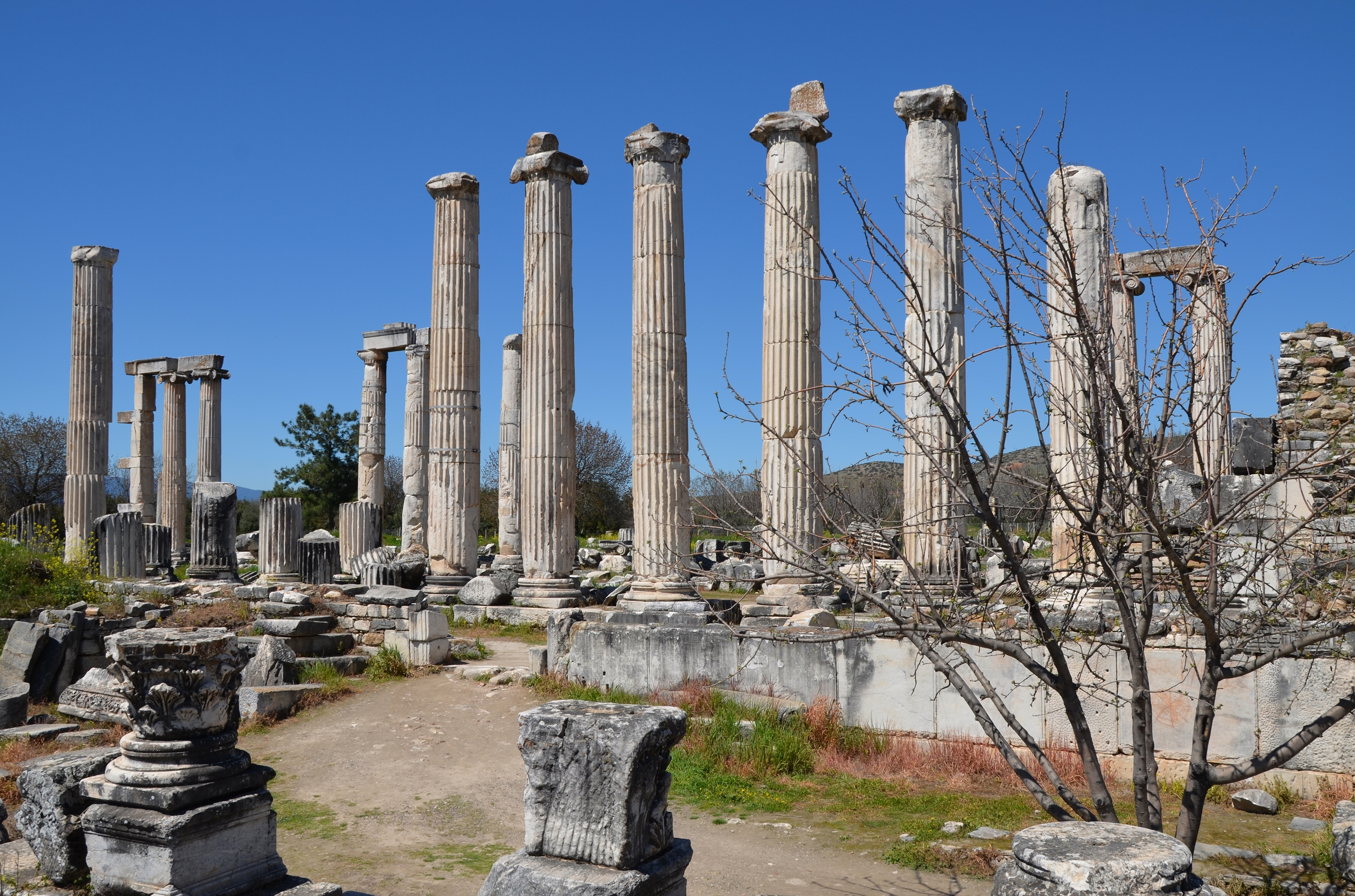
Le temple d'Aphrodite.

Lors des fouilles de 1904, Paul Gaudin a découvert des figurines féminines assises, des tessons préhelléniques et des lampes datant des VIIe et VIe siècles avant notre ère attestent l'existence d'un culte religieux voué probablement à la déesse de l'Amour et de la Guerre, Nina-Ishtar. Néanmoins aucune trace d'un sanctuaire n'a été retrouvée.
À cette époque, Aphrodisias portait le nom de « Ninoé », en lien avec Ninos, roi assyro-babylonien, fondateur de Ninive, mais également avec la déesse Ishtar. Aux Ve et IVe siècles avant notre ère, ce culte de la déesse mésopotamienne s’est maintenu et développé. Au IIIe siècle, à la suite de l'influence hellénique, Nina-Ishtar devient Aphrodite et la ville prend le nom d'Aphrodisias. Ce changement n'est pas seulement caractérisé par la modification du nom mais également par la construction d'un temple. Il y a peu de traces du culte, excepté les déesses en pierre assises du VIe siècle et des représentations d'Aphrodite sous forme de lion sur des pièces de monnaie de la période impériale romaine. 
Bien que le culte se soit maintenu jusqu’à l'âge du fer, il faut attendre la période hellénistique pour qu’un temple soit construit, aux alentours des IIIe et IIe siècles avant notre ère. Il n'en reste que les fondations. Néanmoins, cet édifice reste un sujet délicat et son existence est remise en cause. Selon Joyce Reynolds, il n'en reste aucune trace car il aurait été remplacé par le temple romain, soit parce que l'empereur Claude souhaitait un monument plus grandiose, soit parce que détruit à la suite d'une profanation par l'armée de Labienus.

D'après Dinu Theodorescu, cette construction aurait servi de base au temple romain.
Les fouilles ont mis au jour des structures en mosaïque et des pièces de monnaie qui peuvent servir de terminus post quem et assurer l'existence du temple à partir du milieu du IIIe siècle ou du IIe siècle avant notre ère. Cette datation est également confirmée par le sol et les faux décors en marbre, semblables aux murs peints du premier style de Pompéi (vers 150).
Au IIe siècle, Pausanias le Périégète relate dans son ouvrage la présence d'une source d’eau salée, probablement à l'origine du centre religieux, comme dans le cas de l'Érechthéion d'Athènes. Ce point d’eau est à mettre en lien avec l'image hellénistique de la déesse, souveraine de la terre, des cieux et de la mer, symbolisant sous de diverses formes la vie et la fertilité. 
Afin de montrer le lien existant entre la ville d'Aphrodisias et la dynastie Julio-Claudienne, un temple pseudodiptère, a été construit durant la seconde moitié du Ier siècle avant notre ère, (probablement durant le second triumvirat) par C. Julius Zoilos au nord de la ville.

L'édification de ce bâtiment aurait fait partie du développement urbain des Julio-claudiens.
Cependant, des études stratigraphiques ont démontré que la colonnade et la cella n'étaient pas contemporaines. En effet, la première phase de construction se déroule au Ier siècle avant notre ère. Entreprise par C. Julius Zoilos, elle consiste en un temple en marbre distyle in antis ou tétrastyle prostyle, d'un prodomos et d'une cella dont les murs sont en pierres locales non équarries. Par la suite, au Ier siècle, l'empereur Claude entoure l'édifice d’une colonnade ionique, formant un temple pseudodiptère octostyle et pycnostyle. Il est composé de 8 X 13 colonnes hautes de 9,28 m dont les chapiteaux correspondent aux canons de Vitruve,.
Cette colonnade est constituée de différents éléments : l'épistyle de l'entablement est rehaussé d’un kymation ionique, superposé d'une plate-bande, et d'un cavet orné de palmettes, ouvertes et fermées,. La frise, surhaussée du geison décoré d'une rangée de denticules divisées par un plan incliné et d'un larmier simple,, est décorée d'Eros et des figures féminines portant des guirlandes. La corniche est surmontée par le sima dont les rares fragments n'ont pas été identifiés.
L'ensemble du temple, recouvert de tuiles plates en marbre, est sur un stylobate à trois degrés, dont la fondation est constituée de pierres frustes liées par du mortier.
Au IIe siècle, l’empereur Hadrien ferme le parvis dallé par un téménos corinthien, sur les côtés nord, sud et ouest. Celui-ci est clos par un mur à moellons taillés et couvert d'un placage. À l'est, ce péribole, restauré en 1990, débouche sur le cardo maximus en passant par le tétrapylon. 

#### La basilique chrétienne
Au Ve siècle, sous le règne de Léon Ier, le temple est transformé en basilique paléochrétienne dédiée à saint Michel. L'orientation est-ouest du temple a permis cette transformation (les églises étant orientées face à l'ouest). Les colonnes des petits côtés (est et ouest) ont été démontées et replacées dans le prolongement des colonnades nord et sud, créant ainsi la nef de l'édifice. Les pierres de la cella sont réutilisées dans le mur d'enceinte,.
Cependant, le temple n'a pas été totalement démonté : le toichobate, les orthostates et deux assises de parpaing autour des chevets sont maintenus. Cette technique de parpaing est utilisée dans les grands appareils quadrangulaires. Il est donc probable que le temple romain ait été construit en opus quadratum.

Le nouvel édifice, plus large que le temple païen, mesure 60 m X 28 m. Il est constitué de trois travées, d'un narthex et d'une abside.
Cette reconversion est le témoin de la montée en puissance du christianisme en Asie Mineure. Par la suite, l’édifice ne subit plus de transformations importantes, hormis à l’époque byzantine où les murs sont peints de représentations du christ et des saints. La basilique reste en activité jusqu’au XIIe siècle où elle est détruite à la suite des invasions des Turcs.
À la suite de toutes ces transformations, il subsiste peu de décorations et d'éléments architectoniques du temple romain. Hormis les architraves réutilisées dans la basilique, la majeure partie des composantes de l'entablement a disparu. Les chercheurs n'ont trouvé que peu d’inscriptions. La plus importante, sur le linteau de la porte, est un hommage à C. J. Zoilos, « prêtre d’Aphrodite », « sauveur et bienfaiteur de son pays natal ». Présent à Aphrodisias entre 44 et 39 avant notre ère. Les autres épigraphes sont souvent vouées à Auguste ou en remerciement aux fidèles et aux prêtres, participants à la construction du temple.

### Le Sébastéion

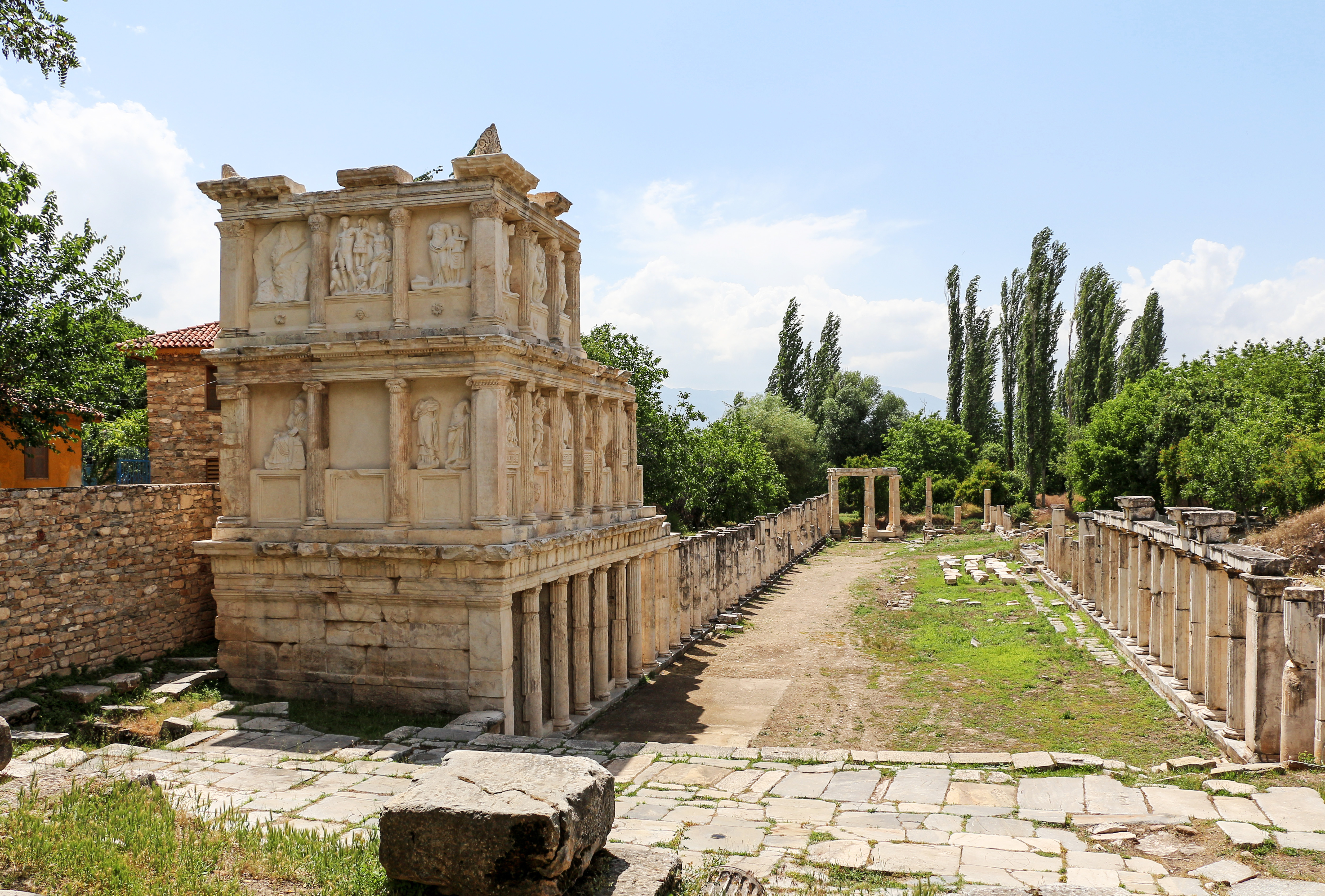
Le Sébastéion.

Le Sebasteion ou Augusteum est un complexe religieux qui se trouve dans le secteur sud-est de la ville d'Aphrodisias, non loin de l'agora. Il est composé d'un propylon, d'un temple, d'une voie processionnelle et de deux portiques. Le complexe fut mis au jour en 1979 par le professeur Erim K. et l'Université de New York sous les habitations expropriées de Geyre après avoir réalisé un sondage. Il est fouillé périodiquement entre 1979 et 1981[réf. nécessaire]. 
Entièrement construit en marbre blanc et gris provenant des carrières avoisinantes, il est dédié à l'empereur Auguste divinisé. D'ailleurs, le complexe doit son nom à cet empereur : Sebastos en grec et Augustus en latin. Au Ier siècle, l'Asie mineure est dévastée par les guerres civiles romaines. L'empereur Auguste va apporter la paix à Aphrodisias et en sera honoré. Il est considéré comme un dieu sauveur. Le Sébastéion est également dédié à la dynastie Julio-claudienne et à Aphrodite. En effet, la déesse serait la mère de cette lignée impériale. De longues dédicaces sur les architraves des bâtiments attestent du culte impérial et de la divinité[réf. nécessaire]. 
Le Sébastéion est construit entre 20 et 60 Selon des inscriptions, la première phase de construction s'est déroulée sous le règne de l'empereur Tibère. Après un tremblement de terre, la construction reprend dans un deuxième temps, majoritairement, sous le règne de Claude jusqu'à la première partie du règne de Néron. Le complexe a été financé par deux familles distinctes de notables d'Aphrodisias. D'une part, la première a financé le propylon et le portique sud, d'autre part, la deuxième a financé le temple et le portique nord. Cette dernière serait apparentée à un certain Diogène, célèbre bienfaiteur local. Le Sébasteion est donc un projet commun, mais il y a une séparation des contributions. 
Le complexe du Sébastéion est orienté est-ouest et est composé de deux portiques parallèles longs de 80 mètres, face à face à une distance de 14 mètres. La voie processionnelle pavée les sépare. Les portiques sont des façades d'une hauteur de 12 mètres et sont divisés en trois étages de demi-colonnes superposées. Les portiques en façade rappellent des fronts de scène. À chaque étage, un ordre différent avec des demi-colonnes de hauteur décroissante. Le premier étage est d'ordre dorique, le deuxième est ionique et le troisième est corinthien. Nous pouvons trouver une ressemblance avec les fora impériaux de Rome mais les portiques du Sébasteion sont plus élaborés[réf. nécessaire]. 
Le premier niveau des portiques est constitué exclusivement de portes et de fenêtres. Les deux étages supérieurs sont composés de panneaux et de reliefs de marbre dans chaque entrecolonnement. À l'origine, ils étaient au nombre de 190. Il y a des scènes mythologiques (relief d'Achille et de Penthésilée), des reliefs d'empereurs (Auguste recevant les bienfaits de la terre et la commande des mers), les différents empereurs de la dynastie Julio-claudienne couronnant des trophées et subjuguant des barbares, ainsi que des représentations symboliques et des allégories. Les décors des portiques nous éclairent sur le décor architectural impérial en vigueur au Ier siècle. Au cours des fouilles ont été retrouvés 75 % des reliefs pour le portique sud et seulement 10 % pour le portique nord[réf. nécessaire]. 
Le temple du Sébastéion est situé à l'est, à l'extrémité des portiques et domine tout l'ensemble du complexe. Il s'agit d'un édifice prostyle d'ordre corinthien dressé sur un haut podium. Il est de type impérial romain. En effet, dans la cella se trouvaient de grandes statues de culte d'Aphrodite, d'Auguste, de Tibère et de Livie. Une large plate-forme devant le temple aurait probablement servi à faire des sacrifices. Une volée de marches est ajoutée à celle-ci plus tard à l'époque byzantine. Aujourd'hui, il n'en reste presque rien[réf. nécessaire]. 
Le propylon est une porte monumentale située à l'ouest du Sébastéion. Elle relie les deux portiques et donne accès à la rue nord-sud qui mène à l'agora. Cet édifice a une façade ajourée et ornée. En effet, le propylon comporte deux étages et des niches garnies avec des statues impériales. Par exemple, au centre, il y avait les statues d'Énée et d'Aphrodite. La structure possède plusieurs édicules[réf. nécessaire]. 
Entre 356 et 360, un séisme a lieu à Aphrodisias et affecte la nappe d'eau et les canalisations. Le temple et le propylon subissent des dommages. Des aménagements sont donc mis en œuvre. Une nouvelle canalisation est installée pour la protection des eaux venant de l'est et des montagnes avoisinantes. Des tuyaux de drainage et des canaux d'eau sont installés autour du temple et le long de la voie processionnelle. Le propylon est, quant à lui, équipé de tuyaux en terre cuite. Le niveau du sol est abaissé pour que l'eau puisse s'écouler vers l'ouest et le propylon. Les marches du propylon, descendant vers la rue, sont supprimées et le niveau de la rue est rehaussé. Plusieurs statues appartenant au propylon ont été mutilées et réutilisées pour ce rehaussement[réf. nécessaire]. 
Dans le courant des VIe et VIIe siècles, le sort du Sébastéion est incertain. L'édifice aurait été désaffecté ou il aurait servi temporairement de place de marché. Quoi qu'il en soit, le temple a certainement dû être démantelé. Au début du VIIe siècle, sous le règne de l'empereur Héraclius, un autre séisme, plus dévastateur que le précédent, ravage Aphrodisias. Le Sébastéion s'effondre. Des éléments architecturaux sont déplacés et incorporés dans le mur d'enceinte et dans la fortification autour de l'acropole qui devient une citadelle. Des fragments du portiques nord sont réutilisés pour la fermeture arrière du site et des parties des portiques se retrouvent dans le bâtiment de scène du théâtre[réf. nécessaire]. 
Des fouilles et des restaurations ont lieu sur le temple du Sébastéion lors de la campagne de 1961 dirigée par Kenan Erim. Aujourd'hui, une grande partie des objets, comme des reliefs et des éléments architecturaux retrouvés lors des fouilles du complexe du Sébasteion, est exposée au Musée archéologique d'Aphrodisias[réf. nécessaire].

## Édifices publics

### Le théâtre

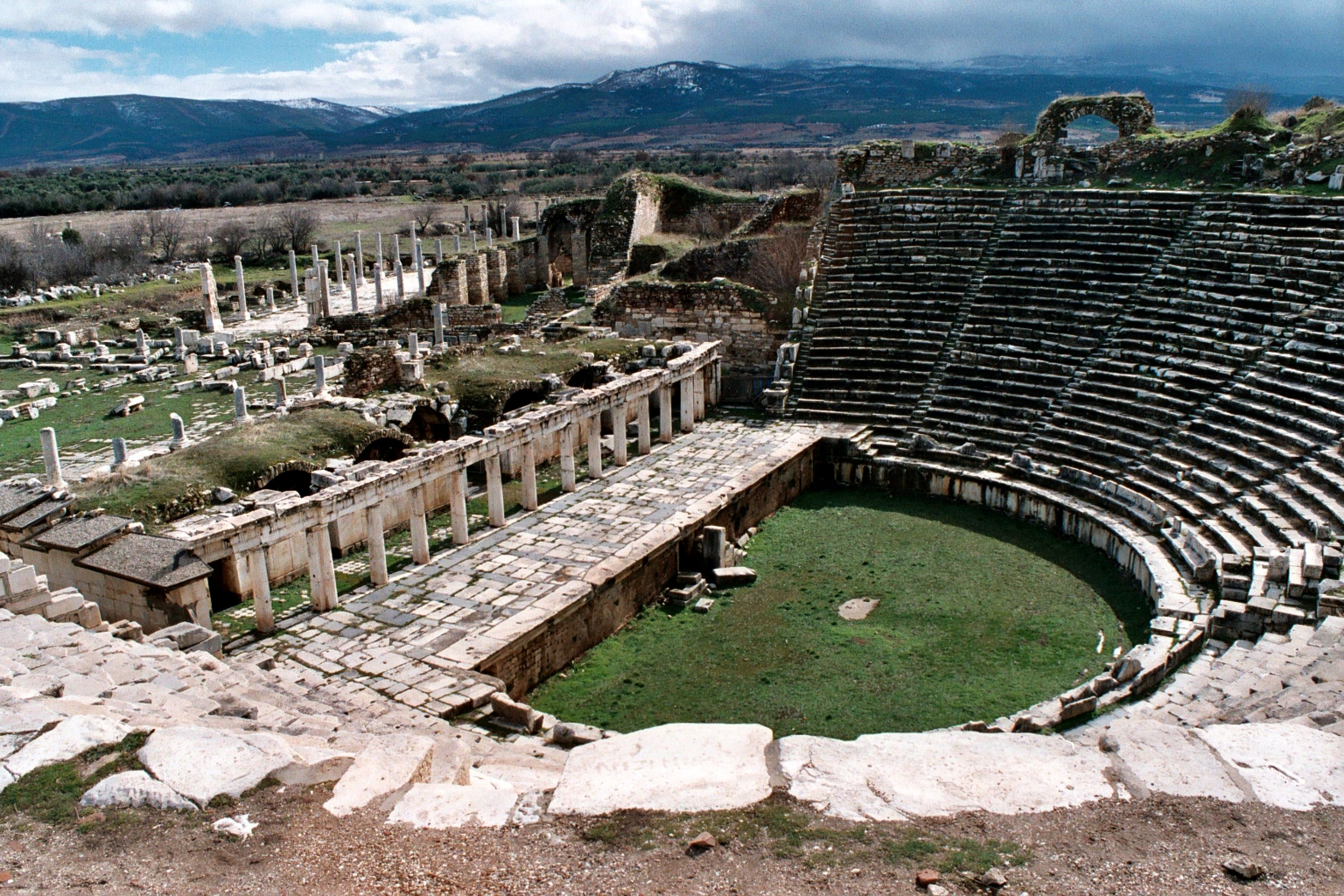
Le théâtre d'Aphrodisias vu du haut des gradins.

Le theatron de la cité d’Aphrodisias, appelé également ekklesiasterion, fut érigé aux environs de 28 avant notre ère,, par l’intermédiaire de C. Julius Zoilos bien que des traces avancent la fin de la période hellénistique (vers 300 avant notre ère) comme véritable date de fondation du bâtiment,,,,,. Il a été mis au jour de 1966 à 1972 par l’équipe de Kenan Erim avec l’aide de la National Geographic Society établie à Washington,.
Situé dans la partie sud du site, à cinq cents mètres du Sébasteion et au sud-est de l’Agora sud, l’édifice théâtral se trouve sur le versant oriental de la colline de l’Acropole (désignée aussi sous l'appellation höyük). Cette élévation résulte d’une activité préhistorique antérieure et offre ainsi une position stratégique au théâtre qui domine toute la ville. L’édifice peut accueillir entre 7 750 et 15 000 personnes avec vingt-sept rangées de sièges,. Par ailleurs, il se situe entre le théâtre grec à proskenion et le théâtre romain à pulpitum tout en se rapprochant de la tradition grecque avec les parodoi et par le fait qu’il n’a pas de paraskenia. Il est donc un modèle de transition de l’époque tardo-hellénistique. 
Ce monument possède, en termes d'architecture, une très grande variété d'ordres : dans les vestiges du portique oriental ainsi que dans le quadriportique à l’est du théâtre se trouvent des fragments de fûts monolithes facettés avec un style dorique archaïsant, des chapiteaux doriques, des fragments à échine lisse ou encore une colonnade ionique de façade. 
De plus, des éléments d’entablements ioniques et corinthiens appartenant aux étages supérieurs de la frons scaenae ont été mis au jour. La frise ionique est ornée de thèmes décoratifs notamment des têtes animales, des guirlandes très variées, des masques, des feuilles d’acanthe alternant avec des patères, des palmettes ou encore des Tritons encadrés de rinceaux. Quant à la frise corinthienne, des motifs de style égyptien y sont sculptés (des palmettes et des rinceaux). Ces deux frises composent la frons scaenae, combinant un proskenion dorique orné de niches et d’édicules sur deux niveaux (ionique et corinthien). Ceux-ci sont superposés au-dessus du niveau du logeion. Des décors végétaux à rinceaux et des motifs de remplissage reliaient ces deux étages.  
Au centre du bâtiment de scène se trouve l’encadrement d'une niche (de 3,5 x 5m) à partir de laquelle toute la composition s’organise et dans laquelle trois statues se trouvent (Apollon Patrôos entouré par deux Muses). Le bâtiment de scène comporte trois étages et est pourvu d’une façade en marbre. Il est l’un des mieux conservés et l’un des plus anciens exemples présentant des colonnes de marbre. Celui-ci occupe une surface de 215 m2 et englobe les loges et les dépôts (composés de six espaces) destinés aux acteurs. Ces salles sont recouvertes par des voûtes en blocs équarris pour la partie jouxtant le mur occidental et de moellons grossiers pour la partie restante. Les premières voûtes sont en opus quadratum (pour résister à la pression de la frons scaenae) et les autres servent de support aux planchers des pièces situées au premier étage. Le mur est ensuite reconstruit en opus incertum après le séisme du IVe siècle. 
La scène de 36 x 11m, composée d'une plateforme de huit mètres soixante de largeur (le pulpitum), est placée au niveau des loges et des parodoi et de la frons scaenae. Celle-ci est portée par le mur occidental et par les voûtes en blocs équarris. Un portique dorique se dresse sur le pulpitum occupant toute la longueur du bâtiment de scène et possédant quinze travées. L’orchestre, de 30x6m , a la ruderatio du sol composée par deux strates dont l’une a comme base un hérisson de pierres, ces dernières étant liées par un mortier gris à faible teneur en chaux. Il s’agit d’un dispositif pavé en crustae de marbre avec l’insertion d’un caniveau dont le fond est corrigé par une couche d’opus signinum. 
La découverte d’une strate sous la ruderatio du dallage contenant des vestiges préhistoriques, tels qu’une sépulture et une jarre funéraire, prouve l’existence d’êtres humains ayant occupé le site vers le IIIe millénaire avant notre ère. Par la suite, C. Julius Zoilos construit entre 38 et 28 avant notre ère (sous le règne d'Auguste), le logeion, le proskenion et le bâtiment de scène (perçu comme étant « le premier monument civique de la ville »),. Les dates sont établies notamment grâce à une inscription située sur l’architrave dorique du proskenion dans laquelle Zoilos se dit « affranchi du fils du divin César ».
De plus, d’autres mécènes se manifestent après les travaux réalisés par l'affranchi d’Auguste en améliorant et en modifiant la structure du théâtre. Cependant, le manque de traces écrites rend la tâche d’identification difficile. Parmi les donateurs identifiés dans les inscriptions, Aristokles Molossos finance, durant les règnes de Claude et de Néron entre 40 et 68, les murs de soutènement, les escaliers, les passages voûtés, les pavements, les cunei et l’ensemble des sièges en marbre qui peuvent alors contenir jusqu’à quinze mille personnes,.
Ensuite, de 138 à 161, Ti. Claudius Zelos assume l'édification des colonnes et de leur ornementation mais également de la mosaïque du mur et du sol. Dans la même période chronologique, M. Ulpius Carminius Claudianus s'occupe des travaux de restauration des sièges du théâtre. Sous Marcus Aurelius (161-180), l’orchestre est à la fois abaissé et agrandi par la suppression des premières rangées de sièges réservés aux hôtes de marque et la construction d’un mur tout autour (un parapet). Le théâtre sert alors d’arène sécurisée où les combats et les chasses sont rendus possibles.
Les inscriptions grecques en hommage à Rome sur le mur (mesurant de cinq à quinze mètres) du parodos nord de la scène débutent au IIIe siècle. Cette partie, également appelée « mur des archives », comporte des décrets, des lettres, des copies de sources et des lois en rapport avec Aphrodisias. 
Par de multiples modifications, l'édifice devient une sorte de théâtre-amphithéâtre que deux inscriptions mentionnent : l'une date de l'époque antonine et est inscrite sur le parapet de l'orchestre et l'autre date de l'époque voisine. Elle est gravée sur l'entablement couronnant le pulpitum. À la suite de séismes en 360 et au VIIe siècle, le bâtiment subit des détériorations (dégradation du mur des archives et destruction du bâtiment de scène ainsi que des colonnes doriques et de l'entablement,,). Enfin, au VIIIe siècle, la colline, entourée d’un mur, sert de forteresse contre des envahisseurs,,. Cette fortification fut démantelée dans les années 1970-1980 et un rendement important de sculptures y fut découvert dont probablement des éléments du propylon du Sébasteion. 
L'épigraphie est omniprésente au théâtre. Tout d’abord, le centre de la cavea est la partie où les inscriptions sont les plus importantes : elles sont en rapport avec la surveillance du cirque. Ensuite, les dédicaces de la corniche du proskenion expliquent la série de statues dressées sur la bordure antérieure du logeion. Des noms d’évergètes et de notables sont inscrits tels que Tiberius Claudius Diogenes, Attalos Adrastos Hierax et Tiberius Claudius Zelos. Finalement, un texte du IIe siècle sur un autel prouve l’existence d’une alliance entre Aphrodisias, Plarasa et les cités voisines de Cibyra et Tabae, mais aussi d’un pacte de non-agression envers Rome.
L'espace est également organisé selon les sculptures et les statues, retrouvées disséminées un peu partout dans le théâtre. Les fouilles de 1970 ont mis au jour une quarantaine de salles à proximité du bâtiment de scène. Les sculptures reflètent l’importance du bâtiment comme étant l’un des plus considérables de la ville. Cet édifice, de 116 m de long sur une largeur maximale de 81 m, occupe deux fonctions principales : la première consiste à recevoir les habitants pour les représentations et les compétitions entre villes. La deuxième est plus fréquente et donne au théâtre le statut de lieu de réunion entre les citoyens lors d’assemblées plénières pour débattre des questions politiques de la cité. Cela jouera un rôle crucial dans la promotion de la ville en tant que capitale de Carie-Phrygie,,.  
De plus, une hiérarchie sociale y est de mise comme le prouvent des marques sur les gradins qui servent à réserver des places pour les associations de professionnels. Elle influence l’organisation de l’espace avec l’arrangement des entrées par les parodoi dans la cavea et de la circulation dans les travées. Les personnages importants occupent la proédrie et les places inférieures situées au centre de la cavea.

### LeTetrastoon

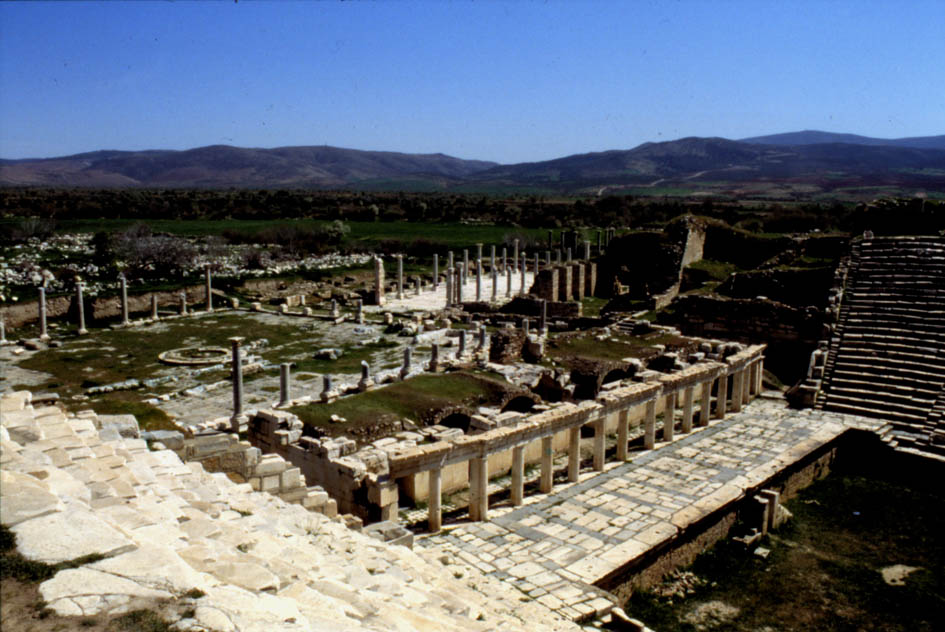
Le Tetrastoon.

En lien avec les fonctions du théâtre, une place, le Tetrastoon, datant du IVe siècle et située à l’est de la construction, sert de lieu de réunion aux étrangers de la ville en opposition aux citoyens qui se réunissent dans le théâtre. Son deuxième rôle est de servir d'endroit de rassemblement avant de se rendre au théâtre. Ce Tetrastoon est une zone carrée pavée, entourée de quatre portiques englobant des magasins et reliée à l’orchestre par un couloir souterrain. Au milieu se trouve une fontaine de forme circulaire,,,,.

### L'odéon

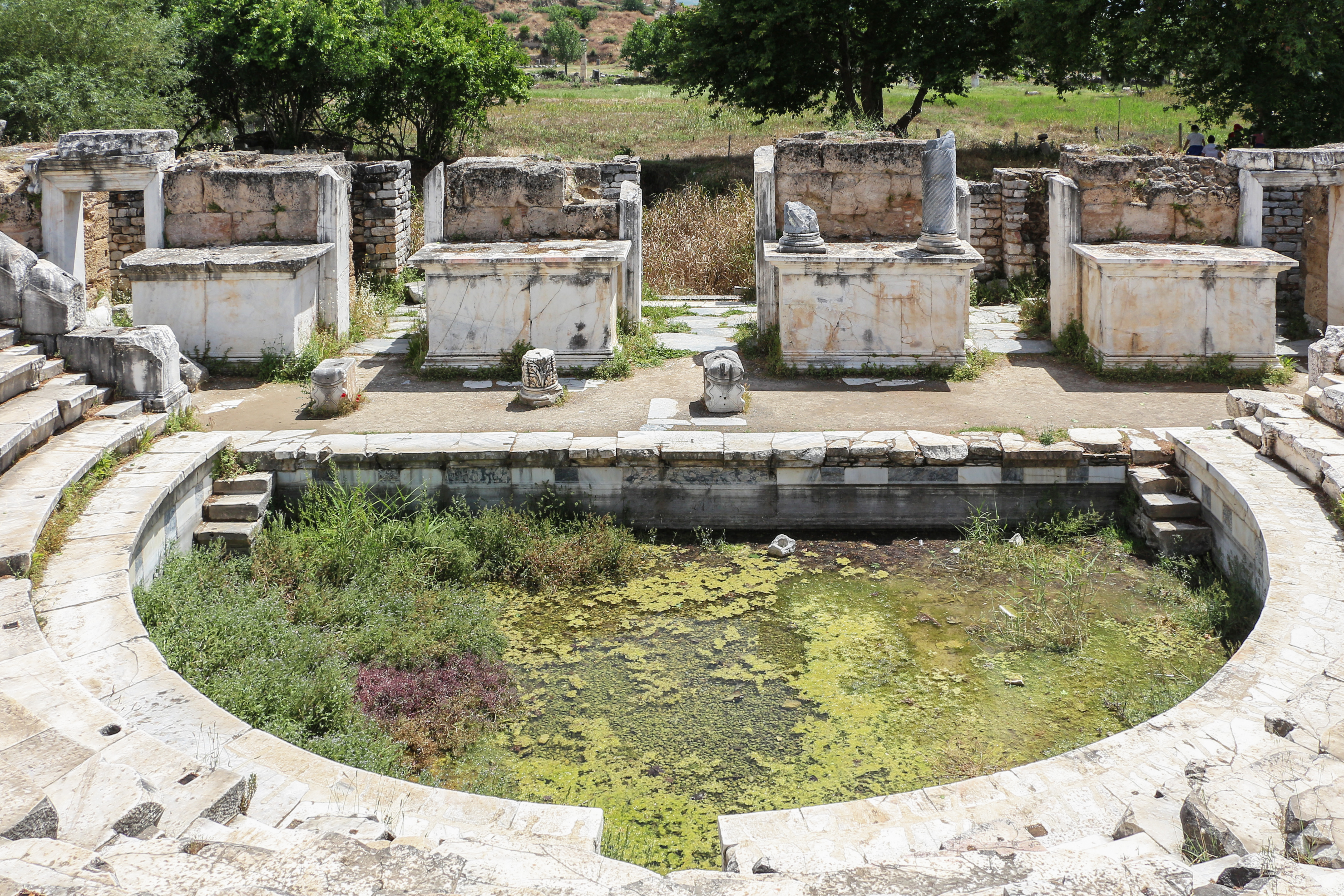
L'odéon.

L'odéon, ou comme il est souvent appelé le bouleuterion, se situe au sud du temple d’Aphrodite. Il consiste en un auditoire avec une enceinte semi-circulaire. Très bien conservé, il a été complètement mis au jour entre 1962 et 1967. Il fut un des axes majeurs des recherches du centre de la ville effectuée par Kenan Erim lors des premières années de sa campagne de fouille. Il fut bâti vers la fin du IIe siècle ou au début du IIIe siècle. Son architecture est étudiée par Lionel Bier, professeur au département d’art du Brooklyn College.
Cet édifice était le centre du pouvoir politique de la ville. La Boulè, conseil de la ville, composé des citoyens les plus aisés, s'y réunissait. Celle-ci était contrôlée par quelques-unes des familles les plus puissantes de la cité. L'odéon servait aussi pour toutes sortes de représentations musicales (concert, ballet, etc.) et pour des réunions publiques.
Il est possible qu'un odéon plus petit ait été construit, au même emplacement et avant celui du IIe siècle, vers la fin du Ier siècle avant notre ère lors de l'aménagement de l’agora. Des fouilles limitées ont été organisées en 2000, 2002 et 2003 pour en trouver la trace.
Les neuf rangées de gradins inférieures de la cavea sont restées intactes et très bien conservées. En revanche les douze rangées supérieures se sont, elles, effondrées ainsi que leurs voûtes de soutien dont il ne reste que les murs ; peut-être lors d’un tremblement de terre qui aurait eu lieu  au IVe siècle.  Différentes  portes, se trouvant dans la paroi arrière semi-circulaire, permettaient l’accès à cette partie supérieure de la cavea. Cette dernière était également accessible grâce à des escaliers à chacune de ses extrémités. C’est une série de voûtes en berceau qui supportait les places assises. Les gradins construits en marbre étaient divisés par une diazoma (passage horizontal) étroite et une série de cinq escaliers radiaux.  Leurs capacités étaient d’à peu près 1750 places. Deux bases de statues se trouvent aux extrémités des murs de soutènement de l’auditoire. Ces statues encadraient et dominaient la scène. Elles portent le nom de deux frères, sénateurs au début de la dynastie des Sévères. Deux autres bases portant des inscriptions sont placées symétriquement contre la façade extérieure, encadrant l’entrée. Elles faisaient face au nord de l'agora et supportaient les statues de bienfaiteurs d'Aphrodisias : Lucius Antonius Dometius, le père des deux sénateurs cités précédemment, et de sa nièce Claudia Antonia Tatiana. Elles datent de la fin du IIe siècle. Tatiana avait des liens étroits avec la cité d’Éphèse. Il est donc possible qu'elle ne soit pas étrangère au fait qu'il y ait des similitudes frappantes entre ce bâtiment et le bouleuterion se trouvant sur l’agora d'Ephèse.
La structure de la scène est peu profonde. Celle-ci fait 46 m de large.  Le mur de scène (sceanea frons) qui fait face à l’auditoire était en marbre. Il comportait deux étages à colonnes. Beaucoup de statues et de portraits d’importants citoyens en décoraient les niches. Huit de ces statues ont survécu. Elles ont été découvertes sur le sol ou dans la fosse de l’orchestre (orchestra) et sont désormais conservées dans le musée de la ville.  Grâce à une série de portes le corridor se trouvant derrière la scène était en relation avec un portique qui faisait partie de la colonnade nord de l'agora de la ville. La zone du portique était ornée de statues en pied de notables. Le fait que l’odéon soit en connexion directe avec l’agora représente une organisation urbaine courante en Asie Mineure. Il en va de même pour Ephèse. Le pulpitum, c’est-à-dire la scène (littéralement « l'endroit d'où l'on parle »), pouvait être atteint par le portique double de l'agora à travers plusieurs portes dans la façade, par la sceanea frons et latéralement par le parodoi (« passage des spectateurs vers les gradins inférieurs et du chœur et des acteurs vers l’orchestra ») Un dallage en opus sectile (« plaquettes découpées et ajustées selon des formes complexes : géométriques mais aussi figurées ») ornait l’orchestra.
L'odéon a été construit durant la dynastie des Antonins ou au début de la dynastie des Sévères par la famille de Tiberius Claudius Attalos, un sénateur romain, et son frère Diogenes. Il est pourvu d’une architecture riche en marbre. Cela marque l'importance du bâtiment mais aussi celle de la famille qui l’a construit. Les statues de cette dernière dominent l’intérieur et l’extérieur du bâtiment. Les murs et les voûtes de l’édifice sont composés d’un noyau de gravas cimentés recouvert par un parement en opus vittatum. Son plan est très ouvert : il comporte de nombreuses entrées au niveau du sol ainsi que plusieurs escaliers donnant accès aux gradins supérieurs. Il s'inspire de la forme des odéons romains dont la forme est similaire à celle des théâtres mais en plus réduite. L'odéon était couvert à l’origine par un toit comme le suggère la présence de massifs contreforts parallèles supportant le mur de scène. La lumière provenait d’une série de hautes fenêtres cintrées se trouvant dans la paroi extérieure incurvée.
Lors du Ve siècle, un fonctionnaire municipal, Flavius Ampelius, opéra plusieurs modifications au bâtiment. L’odéon fut adapté en paleastra comme en témoigne une inscription sur la moulure supérieure du pulpitum. Le terme paleastra  renvoie généralement à un terrain de lutte, mais au Ve siècle, il pouvait aussi être utilisé pour faire référence à une salle servant à des conférences, des spectacles et à différents affichages compétitifs. C’est ce que suggèrent de nombreuses inscriptions gravées sur les sièges.  À cette époque le bâtiment n’avait plus de toiture comme en témoigne différentes coupes supplémentaires dans les sièges survivants, servant probablement à y placer des poteaux qui soutenaient des auvents. L’orchestra a été transformée. Elle a été abaissée. Ces mesures furent prises à cause de plusieurs inondations qui ont laissé des traces dans la fosse de l’orchestre. Ces aménagements permettaient à l’eau de s'infiltrer et de s'écouler vers un bassin d'où elles pouvaient être évacuées. Trois rangs des rangées inférieures des gradins ont été enlevés et l’avant-scène a été transformée pour soulager la pression qu’exerçaient les eaux contre les piliers extérieurs.
Beaucoup d’inscriptions ont donc été retrouvées dans l’odéon ; principalement dans la cavea et sa structure, la région de la scène, le parodoi et le portique derrière la scène. Aucune trace d’inscription datant d'avant la seconde moitié du IIe siècle ne fut mise au jour. Il n'y avait pas non plus d’inscriptions qui parlait de la fonction du bâtiment avant le milieu du Ve siècle où on parle du celui-ci comme d’une palaestra. C’est le plan de l'édifice et non les textes qui a suggéré qu’il était à l'origine une chambre de conseil.
La présence d’une plate-forme circulaire peut être notée près de l'odéon. Sur ses marches une partie des soubassements de la cavea avaient été construits. Au centre de celle-ci se trouve un sarcophage. Elle faisait partie du monument funéraire d’un personnage important.
Un atelier de sculpteur s'était installé derrière l'odéon au IIe ou IIIe siècle ; comme le prouve la découverte dans les environs de nombreuses sculptures, la plupart du temps inachevées, et d’outils. Il ne sera plus utilisé dès le IVe siècle ou Ve siècle. De plus, dès la période moyenne Byzantine, cette zone a servi aux traitements d'olives et peut-être de vin.

### Les thermes

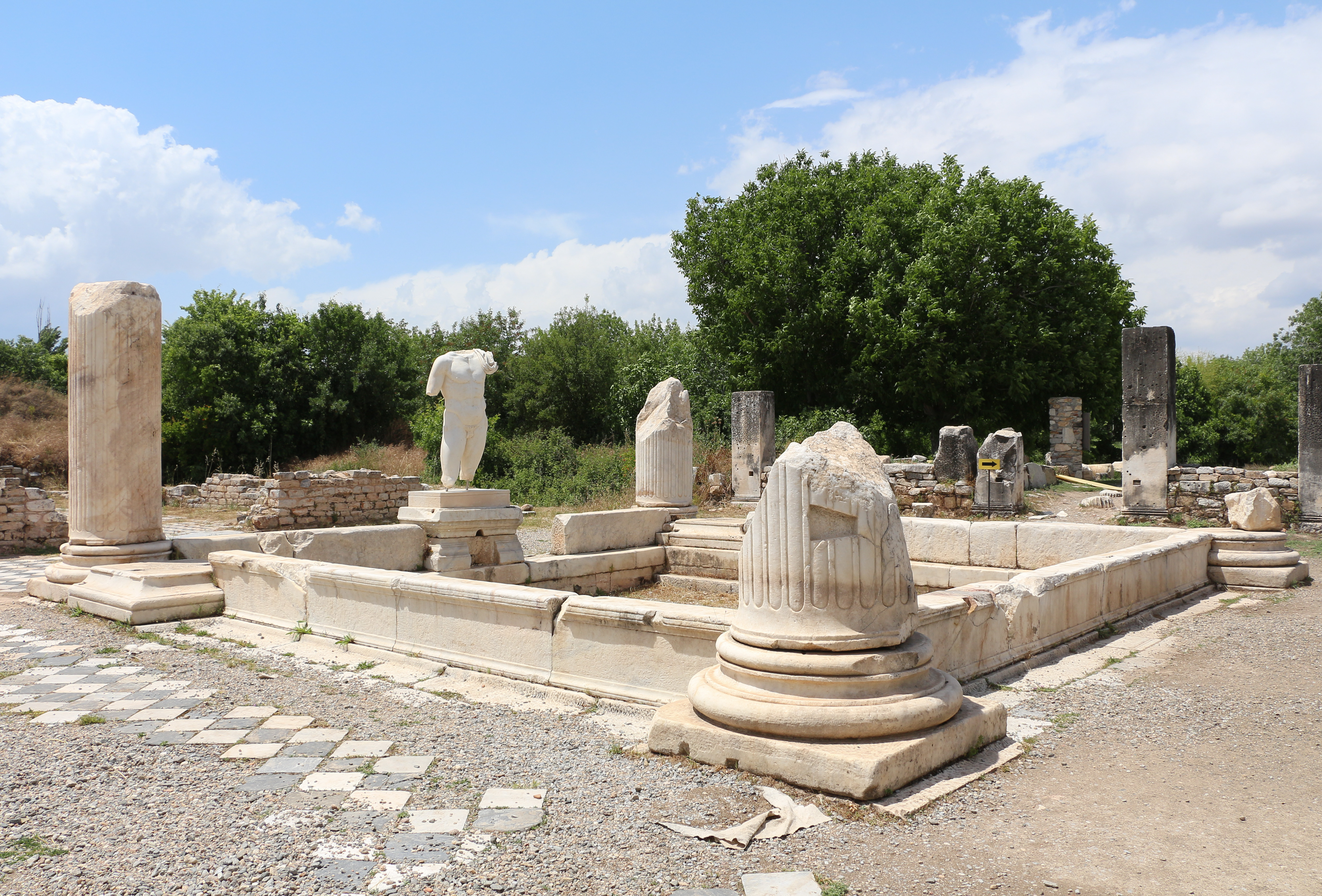
Une partie des thermes d'Hadrien.

### Le stade

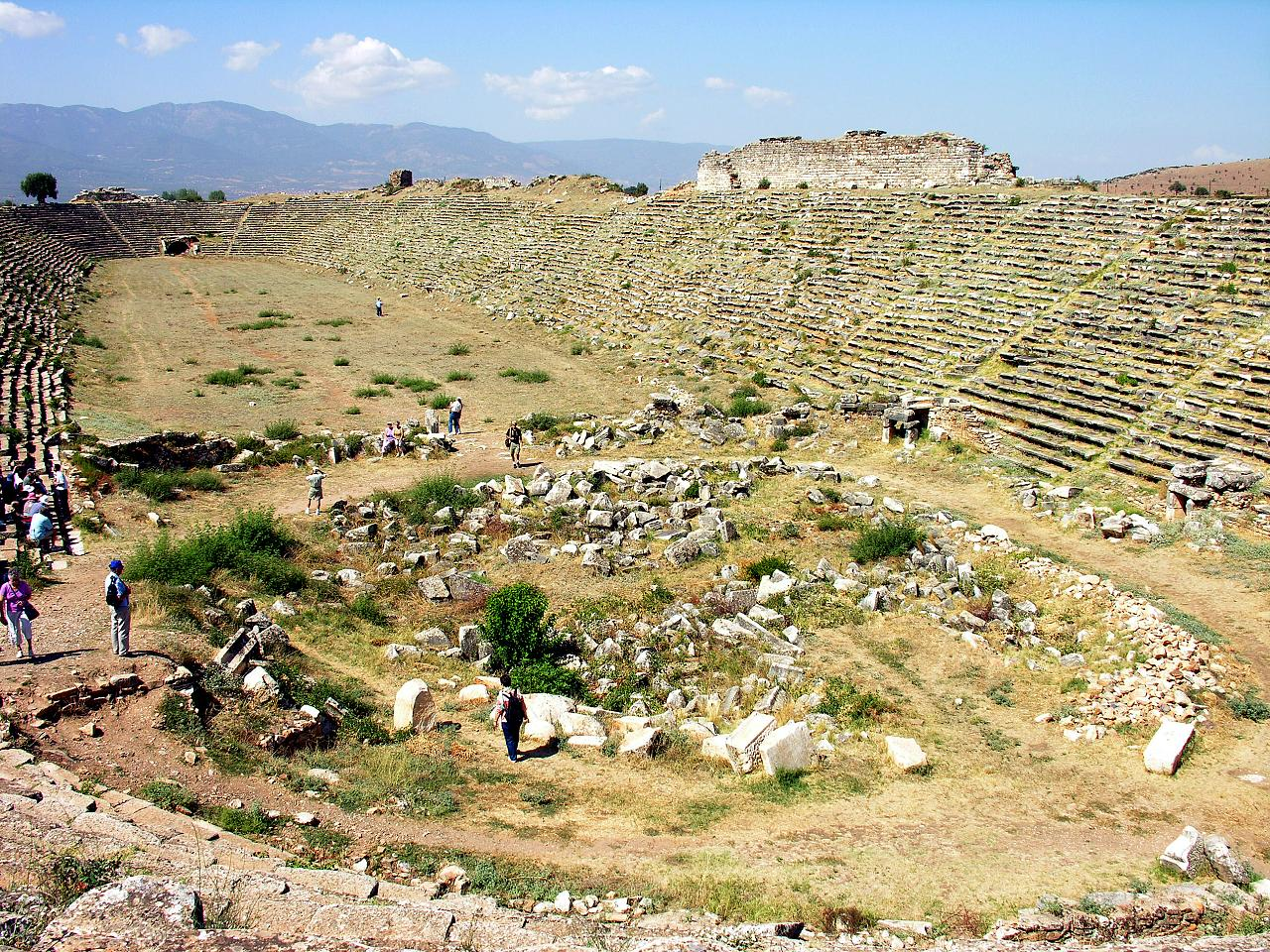
Stade d'Aphrodisias, de l'est, en 2005.

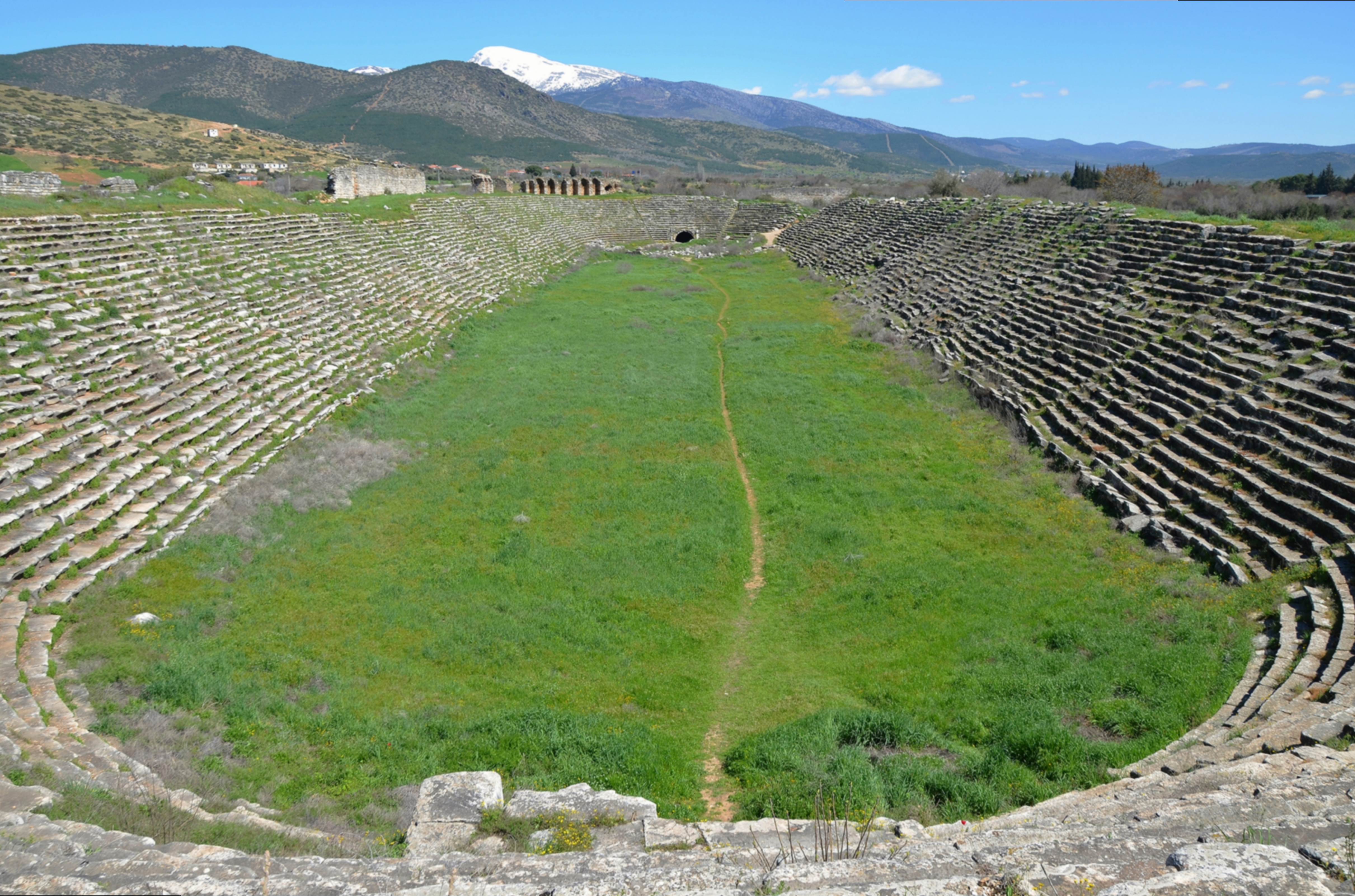
Le stade, de l'ouest, en 2015.

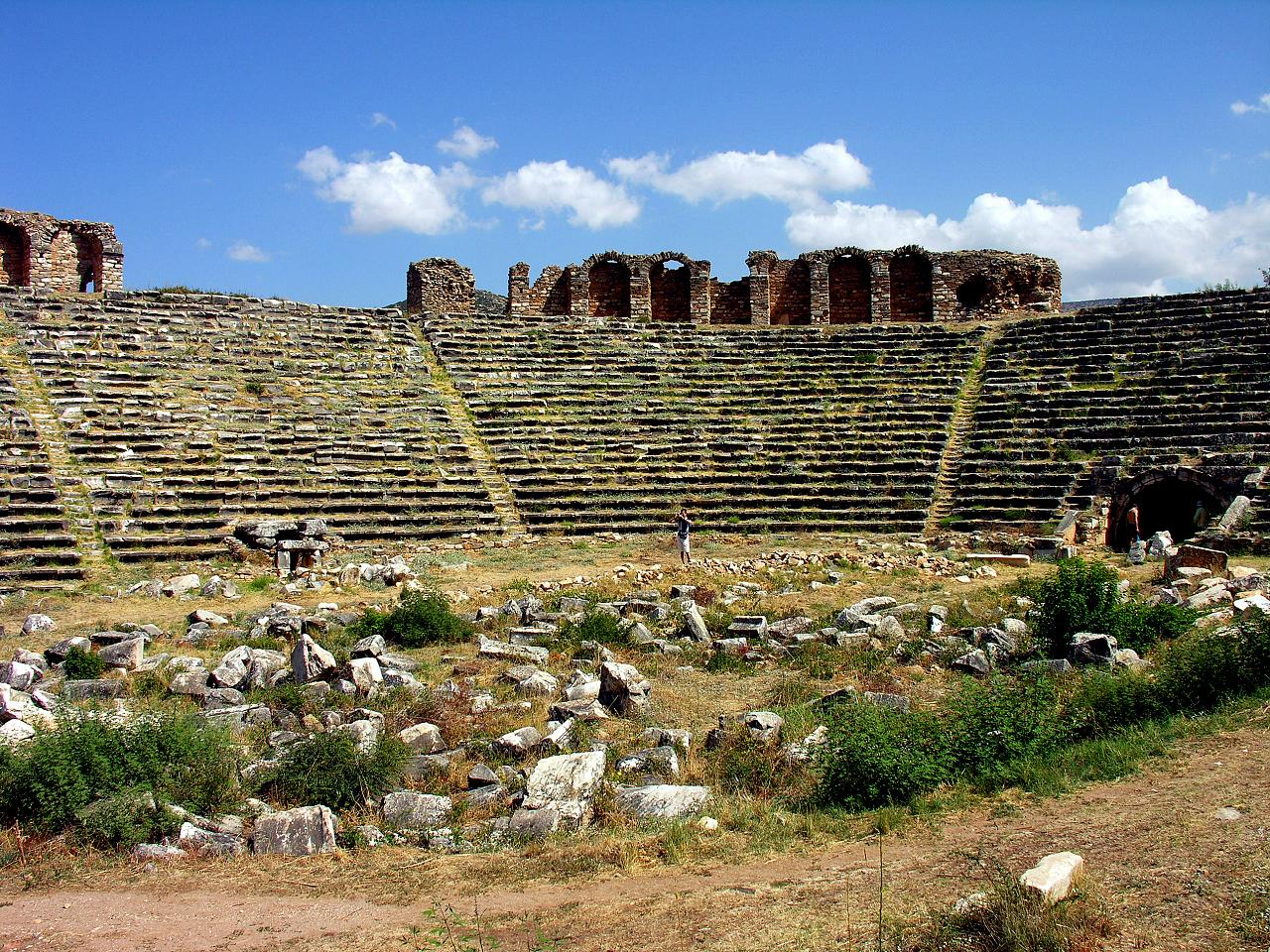
Extrémité ouest, avec les arcades de fortification du IVe siècle.

Le stade d'Aphrodisias se trouve à la limite nord de la ville, loin du centre urbain. Il est tout de même compris dans le mur de fortification de sorte qu'il ne puisse pas servir de point d'attaque pour les ennemis.
Il date du milieu ou de la fin du Ier siècle et a été utilisé jusqu’au VIe siècle. C'est l'un des mieux conservés de l'époque romaine et l'un des plus grands.
Sa longueur est comprise entre 262 m et 273 m et sa largeur entre 59 m et 85 m. Quant aux dimensions de la piste, elles seraient de 228 m sur 39 m ou de 250 m sur 34 m. La forme de celui-ci n’est pas semblable à celle des stades grecs : au lieu d’être rectangulaire, il est arrondi à ses deux extrémités est et ouest, de façon à pouvoir accueillir plus de spectateurs. Il peut en effet contenir jusqu’à 30 000 personnes, ce qui aurait représenté, à peu près, la population de la ville. Le stade a une forme elliptique, les murs du bâtiment ne sont pas parallèles mais légèrement arrondis afin que la visibilité des spectateurs se trouvant sur les extrémités ne soit pas gênée. La cavea, qui couvre toute la circonférence, est composée de 22 à 30 gradins. 
Le stade est supporté par des remblais de terre, il a une structure voûtée et est construit en pierre. Certaines parties sont en marbre blanc local, tels que les sièges. Au-dessus de ceux-ci se trouvent des arcades qui appartiennent à la fortification de la ville du IVe siècle. L’entrée se faisait par des escaliers côté sud, alignés sur le cardo de la ville. Il y avait des vomitorii sous les gradins des deux extrémités du bâtiment pour l’entrée des compétiteurs. On a retrouvé également des incisions sur les sièges pour y emboiter des auvents.
Le stade a été modifié vers la fin du IVe siècle. Le changement est daté plus précisément entre 393 ou 395 pour le terminus post quem (à la suite de la découverte d’un coin d’Honorius dans un des murs) et 408 pour le terminus ante quem (à la suite de la découverte de petits bronzes dans une niche du mur). Une des deux modifications consiste en une fermeture du côté est du stade par un mur courbe. Cette construction de ce mur permettait d’accueillir 5000 personnes de plus et comprend un podium en pierre de 1,60 m de haut dans lequel sont présents des refuges, pour protéger les combattants, et des niches.
On y a retrouvé aussi des petits trous qui servaient à y emboiter des montants de bois pour tenir un filet. Ce dernier protégeait les spectateurs des combats. Cette modification pourrait avoir deux origines : soit l’amphithéâtre a été construit à la suite du tremblement de terre qui a détruit le théâtre, on aurait, dès lors, voulu remplacer ce dernier par une autre construction dans le stade ; soit on l’a construit car les jeux du stade ont perdu leur popularité et il a donc fallu trouver une nouvelle utilité au bâtiment. La seconde modification est celle du mur de fortification qui a été construit autour des murs est, nord et ouest du stade. Au-dessus du mur est du stade, on peut observer une grande arcade qui appartenait à ce mur.
La fonction de ce bâtiment est différente de celle des stades habituels. Le stade est un édifice qui accueillait de nombreux évènements car on y organisait des festivals pour honorer Aphrodite, des réunions politiques ou encore diverses compétitions sportives. Dans ces compétitions, celles qui avaient lieu dans le stade, avant sa transformation, sont d’abord les épreuves athlétiques traditionnelles : la course à pied, le lancer de javelots, le saut en hauteur ou la lutte. Il y avait également les Venationes, c'est-à-dire des spectacles dans lesquels les hommes affrontent des animaux tels que des lions, des ours ou des taureaux. Il s’agissait de chasses ou de duels. Comme les animaux exotiques coûtaient cher, il y avait une domestication de taureaux et d’ours anatoliens dans la région et les jeux ont pu continuer jusqu’au VIe siècle. À la suite des modifications, il y eut aussi des jeux plus particuliers comme les combats de gladiateurs que l’on appelle Munerae. Ces derniers ont été interdits en Asie Mineure par Anastasius en 498 à cause de leurs coûts trop élevés.
Aphrodisias étant une ville riche en inscriptions, le stade n’y échappe pas. Les inscriptions présentes sur cet édifice sont liées à sa fonction et permettent de mieux la comprendre. Par exemple, sur les sièges du stade, des termes faisant référence à des factions ont été repérés. Ce type d’inscription se retrouvait aussi dans les cirques, désignant une préférence pour une équipe ou une autre. Il y avait le parti vert et le parti bleu. D'autres inscriptions servaient à réserver des places pour des individus ou des groupes et désignaient alors des noms de coopérations, de grandes familles, d’associations ou de groupes sociaux. Tout cela traduit des préférences politiques ou sociales et montre que d’autres communautés (comme Antioche) participaient aux évènements. Cela nous en apprend bien plus sur la population d’Aphrodisias, car en plus de savoir qui allait au stade,  on sait aussi ce qu’il s’y passait : des noms de femmes permettent de dire que les évènements qui s’y déroulaient étaient de type romain, et non grec comme le voudrait le bâtiment car dans le monde grec, les femmes ne pouvaient pas participer aux compétitions athlétiques (les hommes étant nus). Une autre inscription, elle, parle d’éleveurs de taureaux, ce qui renvoie à la fonction du stade et aux venationes et une autre indique le nom d’un ours qui combattait ou d’un gladiateur du nom de Menander.

### LeTetrapylon

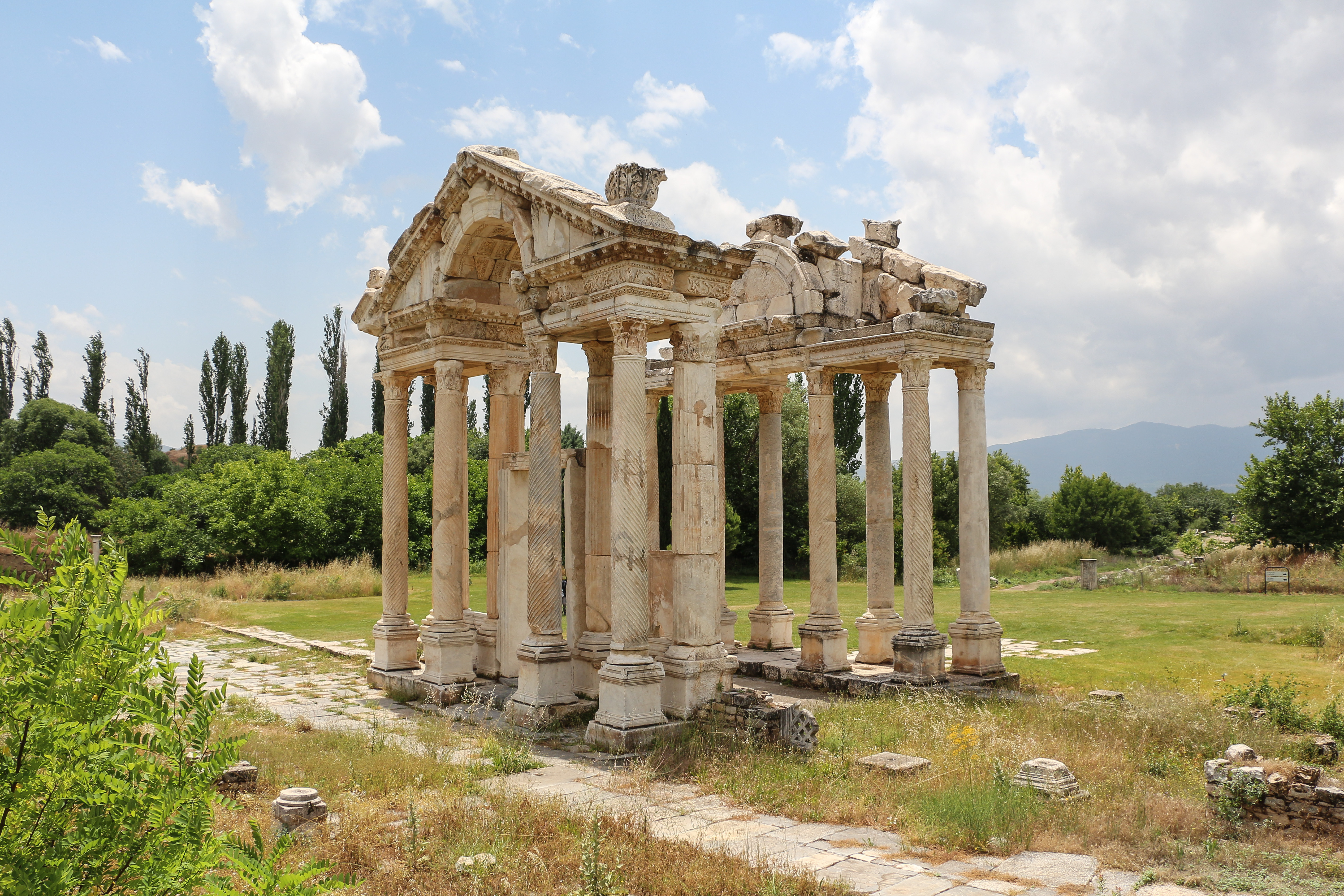
Le Tetrapylon.

Le Tetrapylon (« quatre portes » en grec) d’Aphrodisias date du milieu du IIe siècle. Cette porte monumentale reliait la rue principale au chemin menant à l’entrée du temple d'Aphrodite. Elle était située à l'est du temenos de ce dernier.

#### Description
Les arches du Tétrapylon reposent sur seize colonnes. Situé à un carrefour, ce monument marquait, pour les pèlerins, l'accès au sanctuaire d'Aphrodite. Le Tétrapylon date du IIe siècle.
Le bâtiment est entièrement construit en marbre blanc, à l’exception des colonnes, qui sont des monolithes gris. Il suit un plan de base carrée et se compose de quatre rangées de colonnes corinthiennes, torses, lisses ou géminées, ayant une hauteur moyenne de 7 mètres et soutenant des chapiteaux de style corinthien. La façade orientale du bâtiment se compose d’une arche centrale et d’un tympan sculpté, tandis que la façade occidentale est constituée d’un fronton brisé plus élaboré et d’un linteau en demi-cercle. Les première et troisième rangées de colonnes sont torses, tandis que les deuxième et quatrième rangées sont corinthiennes et présentent des cannelures verticales.
Son entablement est riche en sculptures : le tympan de la façade occidentale comporte des bas-reliefs représentant Eros chassant des sangliers, surgissant de feuilles d’acanthe décoratives et de rinceaux. Les couronnes de feuilles d’acanthe présentent des feuilles larges et très dépouillées, ainsi qu’une nervure centrale particulièrement profonde. La lunette de l’arche centrale de la façade orientale n’est pas laissée de côté : elle est, elle aussi, ornée de décorations en feuilles d’acanthe. Le centre de cette lunette présentait autrefois un buste en relief frontal d’Aphrodite, remplacé par une croix durant l’époque chrétienne.
L’architrave du bâtiment a une hauteur approximative de 0,5 mètre, et est divisée en trois bandes décoratives. Ces bandes sont séparées entre elles par des décorations prenant l'aspect de petites perles et d’entrelacs. Bien que le fronton soit brisé, le motif suit une symétrie axiale, si bien que les sculptures présentent la même apparence de chaque côté du fronton. Dans la bande inférieure, la décoration est composée de palmes et fleurs de lotus stylisées, ainsi que de feuilles de palmier fermées.
Des jougs en bois ont été retrouvés dans les bases des paires de colonnes doubles à l’avant du bâtiment.

#### Inscriptions
Le Tetrapylon comporte de nombreuses inscriptions datant d’époques différentes, trouvées pour la plupart par la New York University lors d’une expédition en 1985 :
La première se trouve sur la colonnade orientale de l’édifice, gravée sur une colonne double de marbre blanc. On peut y lire « νικᾷ ἡ τύχη τῶν Πρασί - νων » . Cette inscription, en se basant sur le contenu du message, peut être datée aux alentours des Ve et VIe siècles. Par l’appellation « Verts », l’inscription fait référence à une des organisations principales fournissant les équipes de chars de Rome à l’époque républicaine. En effet, à l’époque, celles-ci se nommaient les Bleus, les Verts, les Blancs et les Rouges, bien que les deux factiones principales soient les Bleus et les Verts. Sur base du contenu, on peut supposer que le bloc de marbre comportant l'inscription est un remploi.
La deuxième est localisée sur le panneau de marbre blanc entre les paires de colonnes situées à l’extrême sud. Cette inscription semble également dater des Ve et VIe siècles, et sa datation a elle aussi été effectuée selon le contenu du message. Ce message est en réalité un monogramme allant de pair avec l’inscription précédente, puisqu’il exprime la même idée : « νικᾷ ἡ τύχη τῶν Πρασί - νων ». Ce monogramme n’est probablement pas un graffiti comme l’on a pu en retrouver dans le théâtre, par exemple. Il a été gravé trop soigneusement et méticuleusement pour que cela soit le cas, et avait donc un statut officiel. Le style du monogramme permet de fixer le terminus ante quem de l’inscription au VIe siècle.
La troisième inscription se trouve sur la colonnade occidentale de l’édifice, sur la base de la deuxième colonne en partant du sud. On peut y lire « τόπος Ἑπταμηνίου κὲ γαμ[ετῆς] ». Le nom « Ἑπταμηνίου »  fut également retrouvé sur un siège du théâtre. La base en question est en marbre blanc, et l’inscription s’y trouvant présente une position intéressante. En effet, elle fait face à l’intérieur de l’édifice, et se trouve près d’une colonne adjacente. Cette observation permet d’affirmer que ce n’est pas là sa place originelle, et de dater le message de la fin du IVe siècle, avant la reconstruction de l’édifice.
La dernière inscription trouvée se trouve sur une colonne de marbre blanc, du côté sud-ouest de l’édifice. Selon le style des lettres et le contenu, il est possible de la dater des Ve siècle ou VIe siècle , ou même d’une époque ultérieure. L’inscription semble être une prière pour le salut d’un archevêque. Une hypothèse fut émise prétendant qu’il pourrait s’agir ici d’une inscription faisant référence à un donateur, mais celle-ci fut réfutée : en effet, le message était trop soigneusement gravé, et n’était donc pas à mettre en lien avec la restauration de la fin du IVe siècle, début Ve siècle. L’inscription provient d’un bloc d’architrave, ce qui permet d’énoncer une deuxième hypothèse : le message serait un message dédicatoire d’une église inscrit sur le linteau. Les informations quant à la date probable et le bâtiment d’origine d’où venait le fragment sont malheureusement lacunaires.

#### Restaurations
Le Tetrapylon fut restauré durant la deuxième moitié du IVe siècle, à la suite d'un tremblement de terre qui affecta grandement l’édifice. Cette restauration a été datée grâce à des monnaies retrouvées en 1984 et datant du début du Ve siècle, faisant office de cales en dessous d’un pied des colonnes de l’édifice. Lors de cette restauration, les colonnes furent ré-érigées, et des colonnes d’un autre bâtiment furent possiblement incorporées. Cela a eu pour conséquence le dérangement de la symétrie originelle entre les colonnes torses. Si les dégâts infligés au bâtiment sont, la plupart du temps, attribués au tremblement de terre de la deuxième moitié du IVe siècle, il ne faut pas mettre de côté d’autres causes hypothétiques de dégradation, comme une possible installation inégale des colonnes de fondation.
C’est à l’époque chrétienne que le bâtiment se verra privé de l’image d’Aphrodite qui ornait le fronton ouest de l’édifice. Mais cette transformation de l’aspect du bâtiment reflète également une conversion douce de la ville, du fait de l’attention mise en œuvre afin de ne pas endommager les reliefs environnants, comme les scènes d’Éros chassant le sanglier parmi un feuillage d’acanthes.
La première restauration fut partielle, et se déroula en 1960. Ensuite, entre 1982 et 1990, des efforts furent largement déployés afin de restaurer cet édifice antique. 85 % des morceaux antiques du tetrapylon furent conservés lors de cette restauration. Les fondations furent consolidées pour l’anastylose, les colonnes et piédestaux restaurés et remontés, l’entablement et le fronton de la façade occidentale montés. Entre 1986 et 1987, de nouvelles assises furent préparées et les plinthes d’origine furent remises en place, les colonnes furent réparées et 13 d’entre elles furent remontées sur leur base. Finalement, les entablements, arcatures et frontons des façades orientales et occidentales furent ré-assemblés, ainsi que les fragments du cadre du côté est. La restauration fut inaugurée en 1990, et c’est son résultat que nous pouvons à présent contempler aujourd’hui.

### Le portique de Tibère

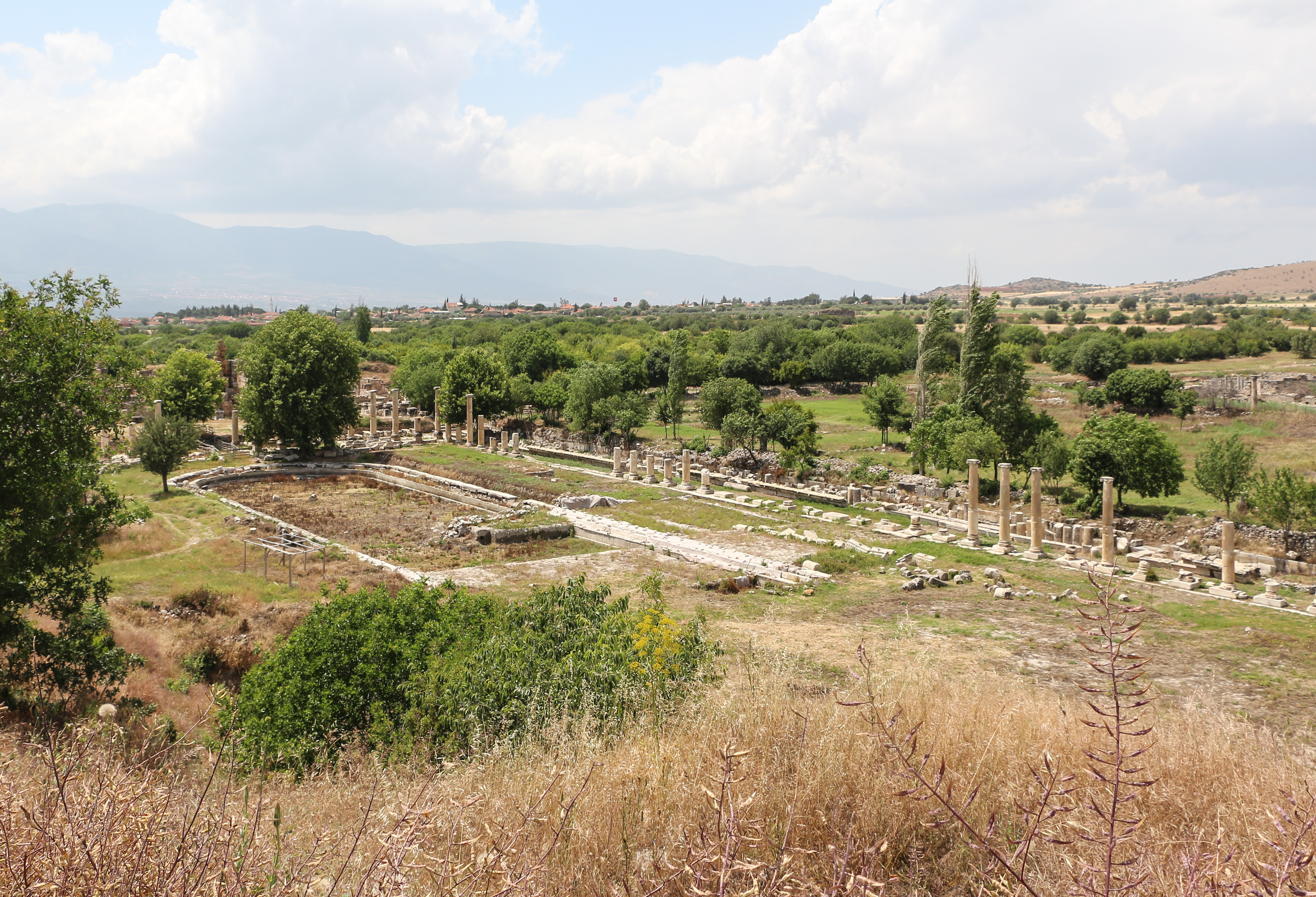
Le portique de Tibère.

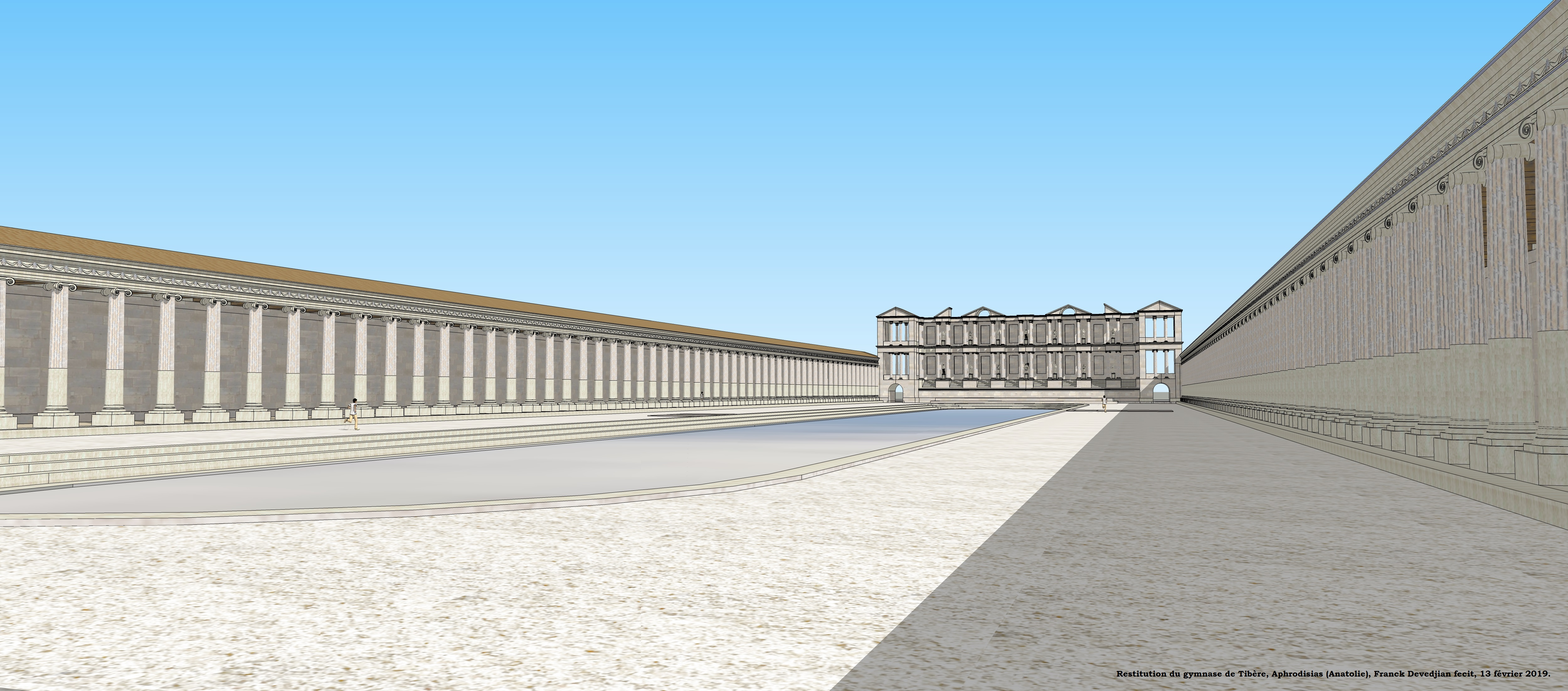
Proposition de restitution du portique de Tibère dans l'Antiquité.

Le portique, tant dans l'Antiquité grecque que dans l'Antiquité romaine, constitue un élément essentiel de l'architecture civile. Celui-ci présente des plans divers selon l'époque ou la fonction recherchée. Le Portique de Tibère, en raison de sa fonction civile, occupe une place centrale dans un plan urbanistique très homogène. Il est entouré de l'agora au nord, du théâtre à l’est, de la grande basilique au sud et enfin des thermes d'Hadrien à l’ouest. Dans le dernier siècle, cet immense complexe a fait l'objet de nombreuses campagnes de fouilles (française, italienne et américaine). Ce portique doit son nom à la découverte d’une inscription épigraphique figurant sur l’aile nord de l’édifice : «Ἀφροδίτηι καὶ Aὐτοκράτορι Καίσαρι θεῶι Σεβαστῶι Διὶ Πατρώωι καὶ Aὐτοκράτορι Τιβερίωι Καίσαρι θεοῦ Σεβαστοῦ υἱῶι Σεβαστῶι καὶ Ἰουλίαι Σεβαστῆι καὶ τῶι δήμωι | Διογένης Μενάνδρου τοῦ Διογένους τοῦ Ἀρτεμιδώρου ηα Ἀφροδίτης καὶ Μένανδρος [-]». Si la tradition a gardé cette dénomination pour désigner le bâtiment, la logique voudrait qu'elle concerne la partie nord uniquement. 
Le « Portique de Tibère » a connu de nombreuses et grandes phases de construction, ainsi que des modifications, s'étendant du Ier siècle au Ve siècle. Cet édifice se caractérise avant tout par son homogénéité même s'il a connu une évolution en quatre phases à des époques différentes.

#### Première phase
La première phase semble avoir eu lieu sous le règne de Tibère où l’édifice est achevé en 27 et inauguré en 29. Cet ouvrage est le travail de l’architecte Tiberius Claudius Diogène à qui nous devons également l’inscription épigraphique présente sur l’architrave de l’aile nord. L’architecte privilégie un portique rectangulaire à double nef. Diogène utilise la structure préexistante de la période hellénistique, à savoir le portique sud de l’agora nord. Afin de réunir les deux portiques, il utilise un mur mitoyen qu’il perce de deux entrées. Ce mur, servant à la composition axiale, permet également de créer un toit à double pente. Le soubassement de la partie qui nous intéresse se caractérise par une structure soignée mais particulière. On y retrouve deux degrés d’élévation. Les sondages réalisés en 1990 révèlent la présence, entre le mur nord et sa colonnade, de couches de terre et de déchets de taille de marbre. Par-dessus ces couches se trouve un dallage de marbre bleu appelé euthynteria. Le niveau actuel, au-dessus de l’euthynteria, est composé d’un gradin en marbre creusé en son rebord externe. Ce travail offre l’aspect de véritables sièges de théâtre continus dont les pieds ont la forme de pattes de lion. En retrait de ce gradin se trouve le stylobate supportant la base de la colonne. Sur une longueur d’approximativement 212 m, l’architecte place, selon un rythme bien précis, 71 colonnes cannelées couronnées de chapiteaux de style ionique. L’entraxe entre chacune de ces colonnes est de 2,89 m. On y trouve ensuite l'architrave présentant un riche décor de guirlandes et de frises à têtes. Enfin, l’ouvrage est terminé par la corniche denticulée, laquelle est surmontée d’une gouttière protégeant l’édifice de la pluie.

#### Deuxième phase
La deuxième phase de construction, qui voit naître l'aile ouest, a lieu sous l’époque flavienne. Nous pouvons y distinguer deux temps à savoir la construction, dans la seconde moitié du Ier siècle, et la modification au IIe siècle. La datation de cette aile est possible grâce au décor architectonique de type flavien retrouvé sur ses chapiteaux et sa frise. À ce stade, le portique ouest est d’une longueur approximative de 54,89 m et est constitué de 19 entrecolonnements. Il se compose d’un mur et de 20 colonnes à chapiteaux ioniques. Cependant, si certains de ces chapiteaux sont contemporains de l’époque flavienne, on en retrouve également de l’époque de Tibère et d'Hadrien. Son soubassement, qui semble être identique à celui du portique nord, présente quelques différences au niveau de l’euthynteria, ce dernier étant irrégulier. Dans un second temps, nous observons une phase de modification en lien avec la construction des Thermes d’Hadrien au IIe siècle. Avec la construction de cet édifice thermal, probablement sur un établissement plus ancien, on cherche à concrétiser un lien entre les deux complexes. Cette relation entre les deux espaces s’observe au niveau du mur mitoyen, lequel est aménagé en son milieu pour former un espace monumental comparable à un προπυλαιον. Pour encadrer ce portique, les colonnades de l’aile ouest sont rehaussées par des dés en marbre mouluré. Ce mur mitoyen traité en petit appareil servait également de soutien pour de nombreux éléments : toiture, grands blocs à consoles.

#### Troisième phase
La troisième phase de construction du portique est l’aile sud. Elle est construite au IIe siècle, à la même période que les Thermes d’Hadrien. Ce portique sud veut faire écho à l’aile nord de Tibère. En effet, on retrouve sur l’architrave le même type de colonnades ioniques avec une frise à têtes et guirlandes. Cependant, l’ensemble de cette partie se caractérise par son manque d'homogénéité. Nous observons en effet des bases de types différents : attiques classique, bases à gorge hadrianique. Les archéologues ont également remarqué des entraxes très variés passant de 2,35 mètres à 2,79 mètres sans alignement des colonnes sur le stylobate. Le mur de ce portique, travaillé en grand appareil, sert quant à lui de soutien à la colline du théâtre. Aux Ve et VIe siècles, à la suite d'un tremblement de terre, une restauration partielle de cette partie est observée. Une inscription épigraphique de «Philippe» indique le financement par des particuliers de la restauration de la ville.

#### Quatrième phase
Enfin, la dernière phase de construction concerne la porte monumentale et son bassin. Cette porte est érigée dans la seconde moitié du IIe siècle pour séparer l’ensemble du complexe de l’espace extérieur. On doit la construction de cette entrée à un évergète du nom de Diogène. La façade, à l’aspect d’une frons scaenae, et peut être comparée à un portique à étage. Nous pouvons distinguer les deux étages par les deux ordres superposés, l’un ionique et l’autre corinthien. Au rez-de- chaussée, la colonnade ionique porte une frise présentant un décor architectonique proche de l’aile sud. À l’étage, la colonnade corinthienne présente un décor plus exubérant expliquant une construction plus longue. L’autre particularité se situe dans la composition en 7 édicules juxtaposés qui devaient accueillir les statues d’empereurs et de bienfaiteurs. On accédait à chacun d’entre eux par une volée de marches. De part et d’autre de ce portique se trouvent deux grosses tours carrées, appelées pyrgos. Les différents sondages de 1990 et 1991, qui présentent des soubassements de types différents, semblent confirmer leur construction à des périodes séparées. Le pyrgos nord semble avoir été construit à la même période que l’aile nord du portique pour lequel on observe une certaine homogénéité. La datation remonterait donc au début du Ier siècle. Cette tour carrée devait certainement fermer le portique rectangulaire d’origine. Les soubassements du pyrgos sud présentent des similitudes avec celui de l’aile ouest où nous constations une irrégularité au niveau de l’euthynteria. Ces deux tours carrées sont percées à leur rez-de-chaussée d’un passage voûté menant d’une part vers la rue et d’autre part vers le théâtre. Ces deux pyrgos ont été travaillés en petit appareil. Le bassin, également appelé dans certains ouvrages nympheo, a été construit au IVe siècle sous un certain Flavium et se situe en face de cette porte monumentale,. Ce bassin a une longueur de 169 m et une largeur de 19 m. Son but premier était de réguler les inondations fréquentes du portique monumental. Le soubassement se caractérise par une fondation de grands moellons s'alignant sur une mortaise carrée avec un parement disposé en un hérisson de pierre. Les fouilles de 1988 relèvent également la présence au sol d’un opus signinum placé sur une rudertio en caementicium. En ce qui concerne le dallage, celui-ci a complètement disparu. Cependant, on observe dans la partie ouest une bande de marbre blanc qui laisse supposer le parement général. Ensuite, la margelle intérieure du bassin comporte un rang d’orthostates. Le rebord externe de cette piscine se caractérise également par un gradin. Nous retrouvons aussi de nombreuses canalisations en terre cuite traversant d’est en ouest le complexe pour rejoindre les thermes d’Hadrien. Le rajout tardif de ce bassin s’explique par l'absence de frigidarium dans le complexe thermal. Progressivement, avec l’abandon du site, le bassin va être remblayé par des terres jusqu’au gradin de la place. 

#### Fonctions et interprétations
Dès le début des fouilles, les archéologues se sont questionnés sur la fonction de ce portique :
- En 1937, Jacopi y a vu l'agora du fait de sa position centrale et des bâtiments l'entourant.
- Plus tard, Ferri a établi un lien entre les inscriptions épigraphiques du rempart et celles du portique nord[138]. Pour lui, cette place coïncidait avec le « gymnase de Diogène ». Cette hypothèse fut vite abandonnée, le monde scientifique lui préférant le rôle d'agora.
- À la suite des travaux de Nathalie de Chaisemartin, il s’agirait bien d'un gymnase, ou plus précisément d'un « xyste ». Cette hypothèse se vérifie en de nombreux points :

Tout d'abord, une comparaison peut être établie avec l'architecte romain Vitruve qui précise dans son traité d'architecture : « Ces péristyles auront trois portiques simples ; le quatrième, qui regarde le midi, sera double, afin qu'en temps d'orage le vent ne puisse pousser la pluie jusqu'au fond [...] ». Selon lui, tout xyste est composé d'une palestre suivie d'un terrain de sport encadré par trois portiques. L'ensemble retrouvé à Aphrodisias est proche de cette composition. En effet, nous observons trois portiques dont la partie ouest s'ouvre sur la palestre des thermes d'Hadrien. Vitruve précise également l'importance d'un portique double et couvert dont la longueur est proche de celle d’un stade. Ensuite, la situation géographique n'étant pas propice au développement d’un habitat, le lieu est utilisé comme terrain de sport. Enfin, le décor architectonique peut également appuyer cette fonction de gymnase. En effet, la frise de l'architrave s'accorde avec la symbolique traditionnelle du gymnase présentant aux jeunes athlètes des modèles à suivre.
Enfin, si ce complexe évoque bien un gymnase il est important aussi de se demander si son aspect est fonctionnel ou décoratif. En effet, le xyste (de tradition hellénistique et repris par les Romains) pouvait être utilisé dans des habitations privées comme on le constate à Herculanum.

### La basilique civile

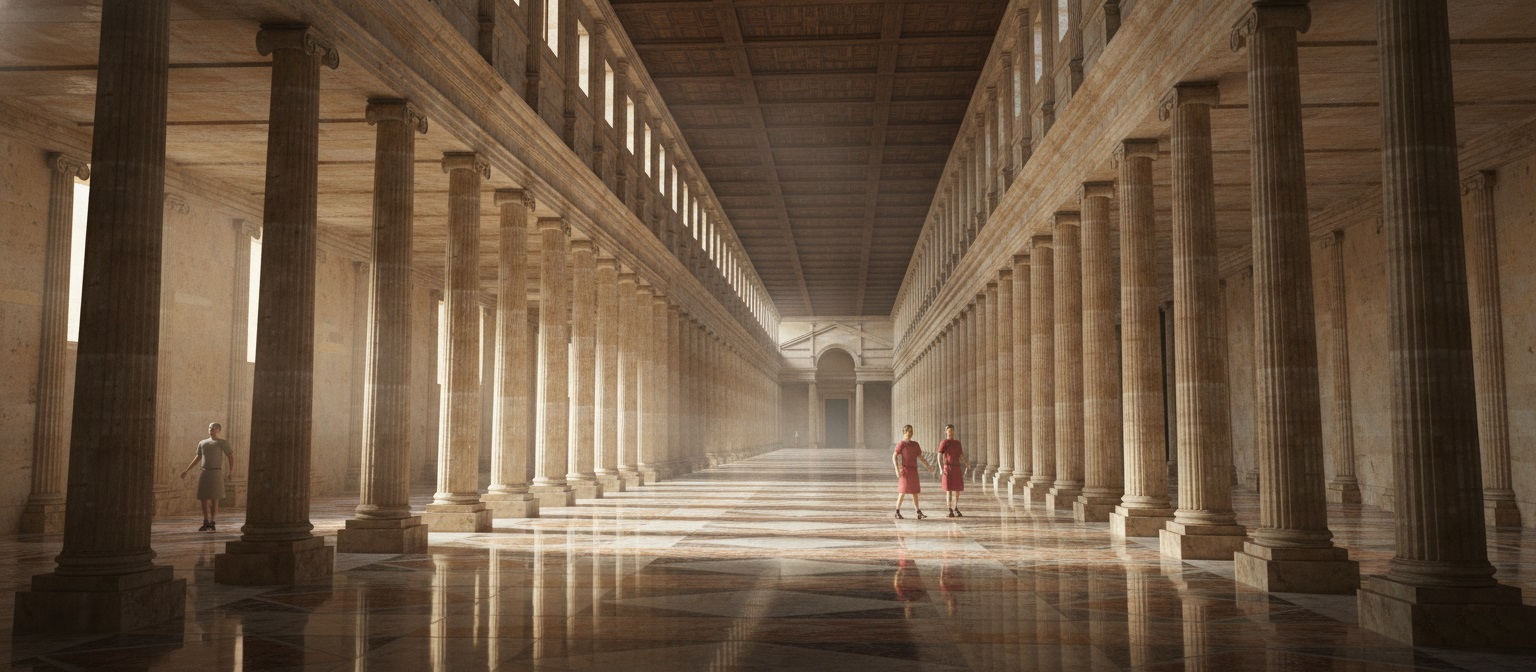
Restitution de la basilique civile d'Aphrodisias.

Une basilique civile avait été aménagée au voisinage du portique de Tibère. Elle mesurait 120 mètres de long et possédait une galerie centrale et une galerie latérale[réf. nécessaire]. Elle a probablement été construite vers la fin du Ier siècle et remaniée vers le milieu du IIIe siècle.